# Кутепов, Николай Иванович
Никола́й Ива́нович Куте́пов (1851 — 1908) — заведующий хозяйством Императорской охоты, генерал-лейтенант, автор многотомного очерка «Великокняжеская, царская и императорская охота на Руси».

## Биография

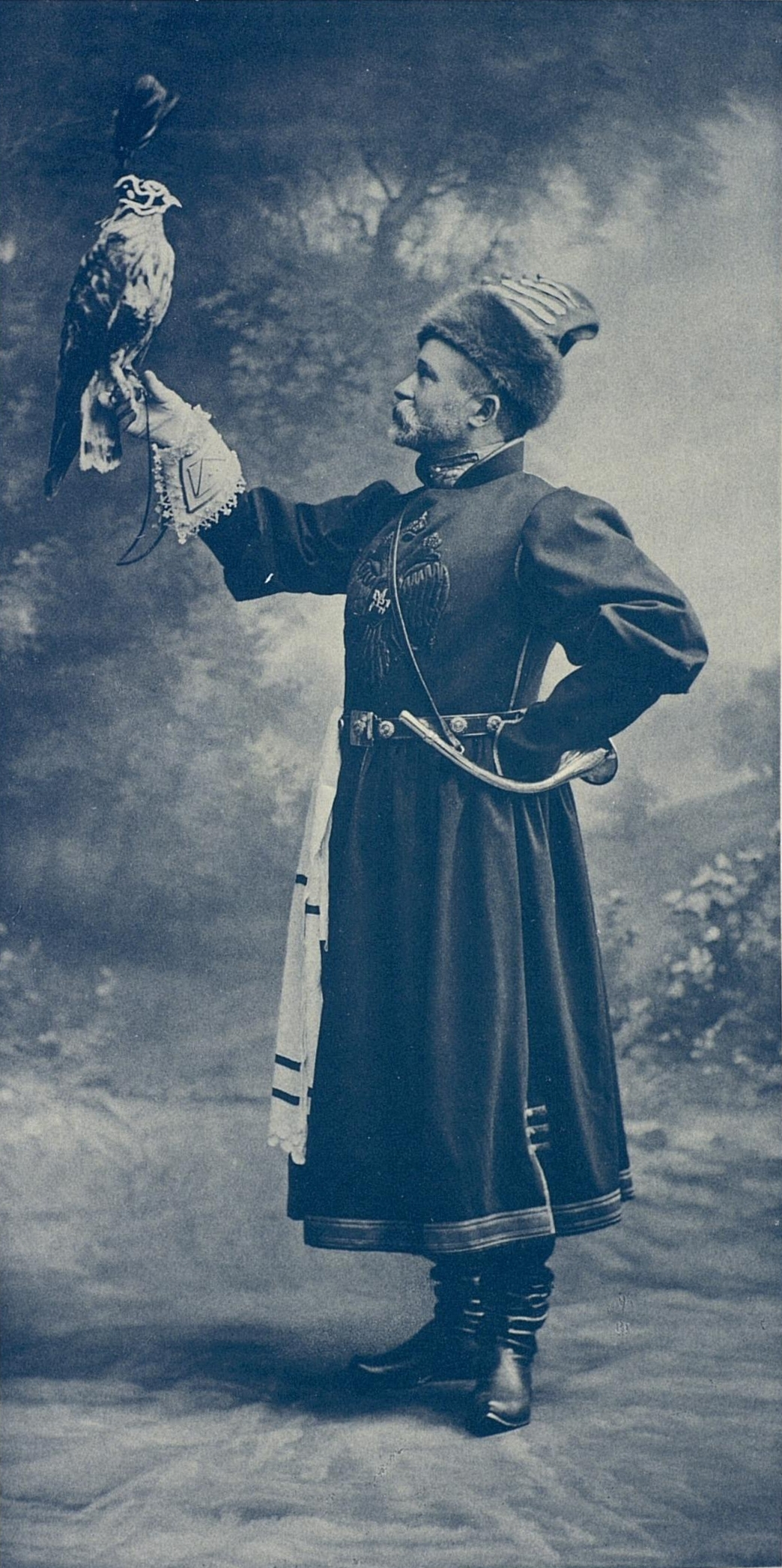
На костюмированном балу 1903 года в костюме рядового сокольника Царя Алексея Михайловича.

Родился 1 (13) января 1851 года. Происходил из дворян Владимирской губернии.
Получил домашнее образование. В 1869 году окончил 3-е военное Александровское училище по 1-му разряду, был выпущен из портупей-юнкеров в прапорщики лейб-гвардии стрелкового Императорской Фамилии батальона.
Чины: подпоручик (1875), поручик (1876), штабс-капитан (1877), капитан с переименованием в подполковники (1886) , полковник (1889), генерал-майор (1900).
Заведовал учебной командой батальона, выиграл несколько призов за фехтование и стрельбу в цель. Участвовал в русско-турецкой войне 1877—1878 годов, состоял в распоряжении заведующего гражданскими делами при главнокомандующем Дунайской армии (1877—1879). За отличия был награждён орденом Святого Станислава 3-й степени с мечами и бантом, а также орденом Святой Анны 3-й степени с мечами и бантом.
После войны командовал 4-й Его Высочества Великого князя Михаила Николаевича (1879—1881) и 1-й Его Величества (1881—1885) ротами стрелкового Императорской Фамилии батальона.
26 мая 1885 года подал прошение об увольнении от службы, а 5 сентября того же года был назначен заведующим хозяйственной частью Придворной охоты. Заведовал хозяйственной частью Императорской охоты до 1906 года, при этом с 1886 года числясь по гвардейской пехоте. Вместе с семьей жил в гатчинском Приоратском дворце, где ему полагалась казенная квартира.
В 1891 году император Александр III высказал пожелание, чтобы была написана книга об истории царской охоты на Руси. Написать её было поручено полковнику Кутепову, художественным оформлением книги занимались известные художники: Самокиш, Васнецов, Рябушкин, Репин, А. Н. Бенуа, Е. Е. Лансере, Серов и другие. Четыре тома «Великокняжеской, царской и императорской охоты на Руси» были изданы Экспедицией заготовления государственных бумаг. Кроме того, Кутепов написал статью о царской и великокняжеской охоте на Руси для энциклопедии Брокгауза и Эфрона.
9 апреля 1900 года произведен в генерал-майоры «за отличие по службе», а 11 августа 1906 года — в генерал-лейтенанты, с увольнением от службы за болезнью.
Скончался 23 декабря 1907 (5 января 1908) года в Санкт-Петербурге от кровоизлияния в мозг. Похоронен на Новодевичьем кладбище Санкт-Петербурга.

## Семья
Был дважды женат. От первого брака с Марией Есиповой имел пятерых детей: Александра, Георгия, Марию, Николая и Веру.

## Награды
- Орден Святого Станислава 3-й ст. с мечами и бантом (1878)
- Орден Святой Анны 3-й ст. с мечами и бантом (1879)
- Орден Святого Владимира 4-й ст. (1881)
- Орден Святого Станислава 2-й ст. (1884)
- Орден Святой Анны 2-й ст. (1888)
- Орден Святого Станислава 1-й ст. (1905)

Иностранные:
- австрийский Орден Железной короны 2-го класса (1902)
- турецкий Орден Меджидие 2-й ст. (1902)
- персидский Орден Льва и Солнца 2-й ст. со звездой (1902)

## Сочинения
- Памятная записка о положении дела по составлению «Сборника материалов, касающихся истории великокняжеской, царской и императорской охот в России». — Гатчина, 1893.
- Царская и великокняжеская охота на Руси // Энциклопедический словарь Брокгауза и Ефрона : в 86 т. (82 т. и 4 доп.). — СПб., 1890—1907.
- Великокняжеская и царская охота на Руси с X по XVI век. — СПб., 1896.
- Царская охота на Руси царей Михаила Федоровича и Алексея Михайловича. XVII век. — СПб., 1898.
- Царская и императорская охота на Руси. Конец XVII и XVIII век. — СПб., 1902.
- Императорская охота на Руси. Конец XVIII и XIX век. — СПб., 1911.